# Eigensinn
Eigensinn (Eigensinnigkeit) ist eine Charaktereigenschaft, die durch das konsequente Beharren auf und Vertreten der eigenen, von Überzeugungen getragenen Meinung gekennzeichnet ist. Das zugehörige Adjektiv ist „eigensinnig“.
Eigensinnige Menschen besitzen zwar klare und feste eigene Meinungen und Überzeugungen und lassen sich nicht „verbiegen“, können aber durchaus anderen Meinungen gegenüber aufgeschlossen, wie auch (passiv) kritikfähig sein und ihre Meinungen und Überzeugungen überdenken und ggf. ändern, wenn sie durch gute Argumente überzeugt werden. Das unterscheidet Eigensinn von Starrsinn, Sturheit, Dickköpfigkeit oder Unbelehrbarkeit. Bloßem äußerem Druck setzen eigensinnige Menschen jedoch Widerstand entgegen und beharren auf ihrem Standpunkt. Dadurch haben eigensinnige Menschen oft Probleme mit deontischen (deontisch, von griechisch: δέον = ‚das Gesollte, die Pflicht‘ – hier im Gegensatz zu: epistemisch, von griechisch: επιστήμη = ‚das Wissen, die Wissenschaft‘) Autoritäten und blindem Gehorsam.
Eigensinn korreliert mit der Persönlichkeitseigenschaft der „Ich-Stärke“, ist jedoch nicht mit dieser identisch.
Hegel sah im Eigensinn die Haltung, „nichts in der Gesinnung anerkennen zu wollen, was nicht durch den Gedanken gerechtfertigt ist“, und sah hierin „das Charakteristische der neuern Zeit“ und „das eigentümliche Prinzip des Protestantismus“ (Grundlinien der Philosophie des Rechts, Vorrede).